# Куценко Пилип Євдокимович
Пилип Євдокимович Куценко (1908, Великий Бурлук — 6 лютого 1968) — український радянський діяч сільського господарства, працював на керівних посадах у радгоспі «Червона Хвиля» у Великобурлуцькому районі та радгоспу № 7 у Чугуївському районі. Герой Соціалістичної Праці.

## Життєпис
Пилип Куценко народився у 1908 році у селі Великий Бурлук в українській селянській родині. Здобув середню освіту, після Німецько-радянської війни працював у радгоспі «Червона Хвиля» на посаді керівника першого відділення. У 1947 році радгосп зібрав рекордну кількість зернових культур. Особливо великі показники були у заготовленні озимої пшениці, зокрема відділення Куценко зібрало 32,75 центнера зерна з гектара на загальній площі у 376 гектарів. За що Президія Верховної ради СРСР указом від 13 березня 1948 року надала Пилипу Куценку звання Героя Соціалістичної Праці з врученням ордена Леніна та медалі «Серп і Молот». Окрім нього, звання героя отримали ще вісім робітників «Червоної Хвилі», це був директор радгоспу Олександр Майборода та ланкові: Марія Губіна, Варвара Житник, Катерина Колесник, Тетяна Лідовська, Пелагія Олійник, Ганна Пасмур і Варвара Сіренко. Пилип Куценко продовжував працювати у радгоспі до 1950 року, коли його направили до номерного радгоспу № 7 у Чугуївському районі, де він працював до виходу на пенсію. Помер Пилип Куценко 6 лютого 1968 року і був похований у селі Іванівка Чугуївського району.

## Нагороди
- Герой Соціалістичної праці (13.03.1948)[1]
- орден Леніна (13.03.1948)[1]
- медаль «Серп і Молот» (13.03.1948)[1]
- медалі[1]